# Chysis laevis
Chysis laevis là một loài lan.